# Brounia
Brounia is een monotypisch geslacht van de familie chelonariidae uit de orde van de Coleoptera (Kevers).

## Soorten
Deze lijst is mogelijk niet compleet.
- B. thoracica